# 新宿区立西早稲田中学校
新宿区立西早稲田中学校（しんじゅくくりつ にしわせだちゅうがっこう）は、東京都新宿区戸山三丁目にある公立中学校。略称は「西中」（にしちゅう）。

## 概要
新宿区立戸山中学校と新宿区立戸塚第一中学校が合併し、2005年4月に開校した。
新校舎建設中は旧戸山中学校を校舎とし、2008年3月から戸塚第一中学校跡に完成した新校舎に移った。学校名は、新宿区早稲田の西に位置すること、開業が予定されていた東京メトロ副都心線の西早稲田駅から付けられた（名称候補で山吹や諏訪の森などがあった。なお「諏訪の森」の名称は制定された校歌にて詠われている）。
早稲田大学西早稲田キャンパス、学習院女子大学・学習院女子中・高等科、東京都立戸山高等学校が近隣に所在している。なお、旧戸山中学校の校舎は新宿区立中央図書館として利用されている。
教育目標は「学び続ける人・心豊かな人・健康な人」。

## 部活動
運動系7つ・文化系6つ存在している。
運動系
・陸上部
・野球部
・女子バレーボール部
・剣道部（募集停止）
・ソフトテニス部
・バスケットボール部
・サッカー部

文化系
・創作美術部
・理科部
・吹奏楽部
・JRC部
・書道部
・調理部

## 最寄の交通機関
- 東京メトロ副都心線 西早稲田駅 (F-11)
- JR山手線 高田馬場駅 (JY-15)
- 西武新宿線 高田馬場駅 (SS-02)
- 東京メトロ東西線 高田馬場駅 (T-03)
- 都バス池86･早77  学習院女子大学前停留所